# ایندی سیندی
ایندی سیندی (به انگلیسی: Indie Cindy) پنجمین آلبوم استودیویی گروه آلترنیتیو راک آمریکایی، پیکسیز است که در آوریل ۲۰۱۴ منتشر شد. این آلبوم، اولین آلبوم گروه پس از تشکیل مجدد محسوب می‌شود، آخرین آلبوم آنها دنیا رو خر کن بود که در سال ۱۹۹۱ منتشر شده بود. همچنین این آلبوم، اولین آلبومی است که کیم دیل در آن نقشی ندارد و نوازنده گیتار بیس نیست و در عوض، پاز لنچانتین جای او را گرفته است. این آلبوم، در اصل از آلبوم‌های چندآهنگه‌ای تشکیل شده است که گروه پیشتر در سال ۲۰۱۳ و ۲۰۱۴ آنها را منتشر کرده بود. تهیه‌کنندگی ترانه‌های موجود در این آلبوم بر عهده گیل نورتون بوده است، که پیشتر هم سه آلبوم روزای موج‌سوار، دولیتل و دنیا رو خر کن را تهیه کرده بود.